# Europäische Aktion
Die Europäische Aktion (EA) ist ein international tätiger rechtsextremer Zusammenschluss von Holocaustleugnern, der seine Selbstauflösung per Juni 2017 verkündete, anschließend jedoch weiterhin in Erscheinung trat. Er wurde vom Schweizer Holocaustleugner Bernhard Schaub gegründet und stand in der Nachfolge des verbotenen Vereins zur Rehabilitierung der wegen Bestreitens des Holocaust Verfolgten. Nachdem es am 23. Juni 2017 zu einer Razzia gegen die Europäische Aktion kam, gab diese mit einem erst am 26. September 2017 auf ihrer Facebookseite als Link geposteten Schreiben „die Auflösung der Europäischen Aktion in ihrer operativen Form [...] gestützt auf den gemeinsam gefassten Sitzungsbeschluss vom 10. Juni 2017“ bekannt. In der Zeit zwischen dem 10. Juni 2017 und 26. September 2017 gab es weitere Posts auf der EA-Facebookseite. Videos der Europäische Aktion finden sich in großer Zahl auf Youtube. Zuletzt wurde ein Vortrag von Axel Schlimper Gebietsleiter der EA-Thüringen und Bernhard Schaub, am 27. August 2017 von der Europäischen Aktion Thüringen hochgeladen. Beim Konzert Rock gegen Links im Oktober 2017 in Themar (Thüringen) wurde dokumentiert, wie der führende deutsche EA-Kader Axel Schlimper ein EA-Transparent an einem Zelt anbrachte.
Der Verfassungsschutz Brandenburg ordnete die Vereinigung der Reichsbürgerbewegung zu. Der Verfassungsschutz Berlin bezeichnet sie im Bericht für das Jahr 2020 als 
„Sammelbecken europäischer Holocaustleugner“.

## Organisation
2010 von Bernhard Schaub in der Schweiz unter dem damaligen Namen „Bund Freies Europa“ gegründet, verstand sich die Europäische Aktion als internationaler Zusammenschluss von Rechtsextremisten aller Couleur. Sie bezeichnen sich selbst als „Bewegung für ein freies Europa“. Grundlage ihrer Ideologie ist eine extreme Form von Rassismus und Antisemitismus sowie diverse rechte Verschwörungserzählungen. Ihre Hauptforderungen sind:
1. Wiederherstellung der freien Rede
2. Abzug aller fremden Truppen
3. Repatriierung außereuropäischer Einwanderer
4. Staatliche Selbstbestimmung für die Deutschen
5. Schaffung einer Europäischen Eidgenossenschaft
6. Überführung des Geld- und Medienwesens ins Volkseigentum
7. Wiederaufbau der Tradition – Kampf der Dekadenz und Naturzerstörung

Die Organisation trat vorgeblich für die Meinungsfreiheit ein, meinte damit aber in erster Linie den Geschichtsrevisionismus und insbesondere die Holocaustleugnung. Daneben trat sie für eine europäische Eidgenossenschaft nationaler und souveräner Staaten unter Führung des nach dem Führerprinzip auszurichtenden Deutschen Reiches ein. Sie forderte unter anderem „die Herstellung homogener Volksgemeinschaften in Europa und die Ausweisung ‚rassisch Fremder‘“. Die EA lehnte den Euro und die Europäische Union ab. Außerdem hielt sie Deutschland und Österreich für von den Alliierten völkerrechtswidrig geschaffene Zwangsstaaten (siehe auch Reichsbürgerbewegung). Sie setzt sich unter anderem für den Holocaustleugner Horst Mahler ein.
Organisiert war die Europäische Aktion in mehreren Stützpunkten, die von einem Gebietsleiter geführt wurden, der wiederum unter der Landesleitung stand. In Deutschland verfügte die Europäische Aktion über etwa 100 Mitglieder. Schaub band namhafte Rechtsextremisten in die Organisationsstruktur ein, so war der deutsche Leiter Rigolf Hennig NPD-Mitglied. Weitere deutsche Mitglieder und Aktivisten waren Ursula Haverbeck, Thorsten Heise und Gerhard Ittner. In Österreich wurde die Organisation von Hans Berger († 2018) vertreten, der seine Stellung aus dem Exil im schweizerischen Birsfelden ausübte. Laut eigenen Angaben unterhielt die Organisation Landesleitungen in Deutschland, der Schweiz und Österreich. In Liechtenstein, Großbritannien und Frankreich gab es Niederlassungen bzw. Informationsbüros. Darüber hinaus wurden Kontakte zu Gesinnungsgenossen in Ländern wie Ungarn, Bulgarien, Belarus, Spanien und Schweden gehalten. In Großbritannien gehört Michèle Renouf zur EA, in Spanien Pedro Varela Geiss.
Unregelmäßig erschien die Publikation Europa ruft!
Eine Überwachungsoperation des Thüringer Verfassungsschutzes gegen die Europäische Aktion führte am 23. Juni 2017 zu einer Razzia, bei der 14 Objekte in Thüringen und Niedersachsen durchsucht und „mehrere Kurz- und Langwaffen, Waffenteile und sonstige Waffen“ beschlagnahmt wurden. Zu den 13 Beschuldigten soll auch Axel Schlimper, der Gebietsleiter Thüringen der EA gehören.
Im Dezember 2020 gab die Staatsanwaltschaft Wien bekannt, Anklage gegen fünf mutmaßliche Mitglieder der Europäischen Aktion wegen Verstößen gegen das NS-Verbotsgesetz und „Vorbereitung eines Hochverrats“ zu erheben.